# Herta Schmidt
Herta Schmidt (* 16. Mai 1900 in Hagen; †  1. Dezember 1992 in Braunfels) war eine deutsche Paläontologin. 
Sie studierte zunächst Biologie mit Nebenfach Geologie für das Lehramt und dann Geologie und Paläontologie in Freiburg, in Marburg (wo sie bei Rudolf Wedekind  studierte) und der Universität Frankfurt am Main, wo sie 1937 bei Rudolf Richter promoviert wurde (Zur Morphologie der Rhynchonelliden). Sie war langjährige Mitarbeiterin von Rudolf Richter am Senckenberg Museum. Zunächst war sie ab 1936 Hilfsassistentin und ab 1939 Assistentin. 1960 ging sie in den Ruhestand. Ihre wissenschaftliche Arbeit im Ruhestand wurde zurückgeworfen, als sie 1963 von einem Motorradfahrer auf dem Zebrastreifen überfahren wurde und bleibende Schäden davontrug, die ihr das Zeichnen unmöglich machten.
Sie befasste sich insbesondere mit der Brachiopoden-Ordnung Rhynchonellida. Schmidt vollendete den durch den Tod von Emma und Rudolf Richter noch unvollständigen Trilobiten-Band des Treatise on Invertebrate Paleontology (1959 erschienen) und verfasste mit Digby McLaren das Kapitel paläozoische Rhynchonelliden im Brachiopoden-Band des Treatise (1965). 1982 veröffentlichte sie einen Erinnerungsband an Richter.
1989 wurde sie Ehrenmitglied der Paläontologischen Gesellschaft und erhielt die Cretzschmar-Medaille.
1936 bis 1960 gab sie Natur und Museum heraus (die populärwissenschaftliche Monatsschrift der Senckenberg-Gesellschaft, bis 1962 Natur und Volk).

## Schriften
- Der Flug der Tiere, Frankfurt am Main, W. Kramer 1960
- Die mitteldevonischen Rhynchonelliden der Eifel, Abh. Senckenb. Naturf. Ges., Band 459, 1941